# Pterolophia declivis
Pterolophia declivis là một loài bọ cánh cứng trong họ Cerambycidae.